# Морімотоїт
Морімотоїт (англ. morimotoite) — мінерал, силікат групи гранату.

## Загальний опис
Хімічна формула: Ca3TiFe2+Si3O12. Містить (%): Ca — 24,04; Ti — 9,57; Fe — 11,16; Si — 16,84; O — 38,38. Зустрічається у вигляді крупнозернистих ромбічних кристалів. Сингонія кубічна. Твердість 7,5. Густина 3,8. Колір чорний. Риса сіра. Непрозорий. Блиск алмазний. Спайність недосконала. Утворюється у скарнах в асоціації з кальцитом, везувіаном, гросуляром, воластонітом, гематитом, пренітом. Осн. знахідка шахта Фука (префектура Окаяма, Японія). Названий на честь Нобуо Морімото — японський мінералог.